# Mauro Tuena

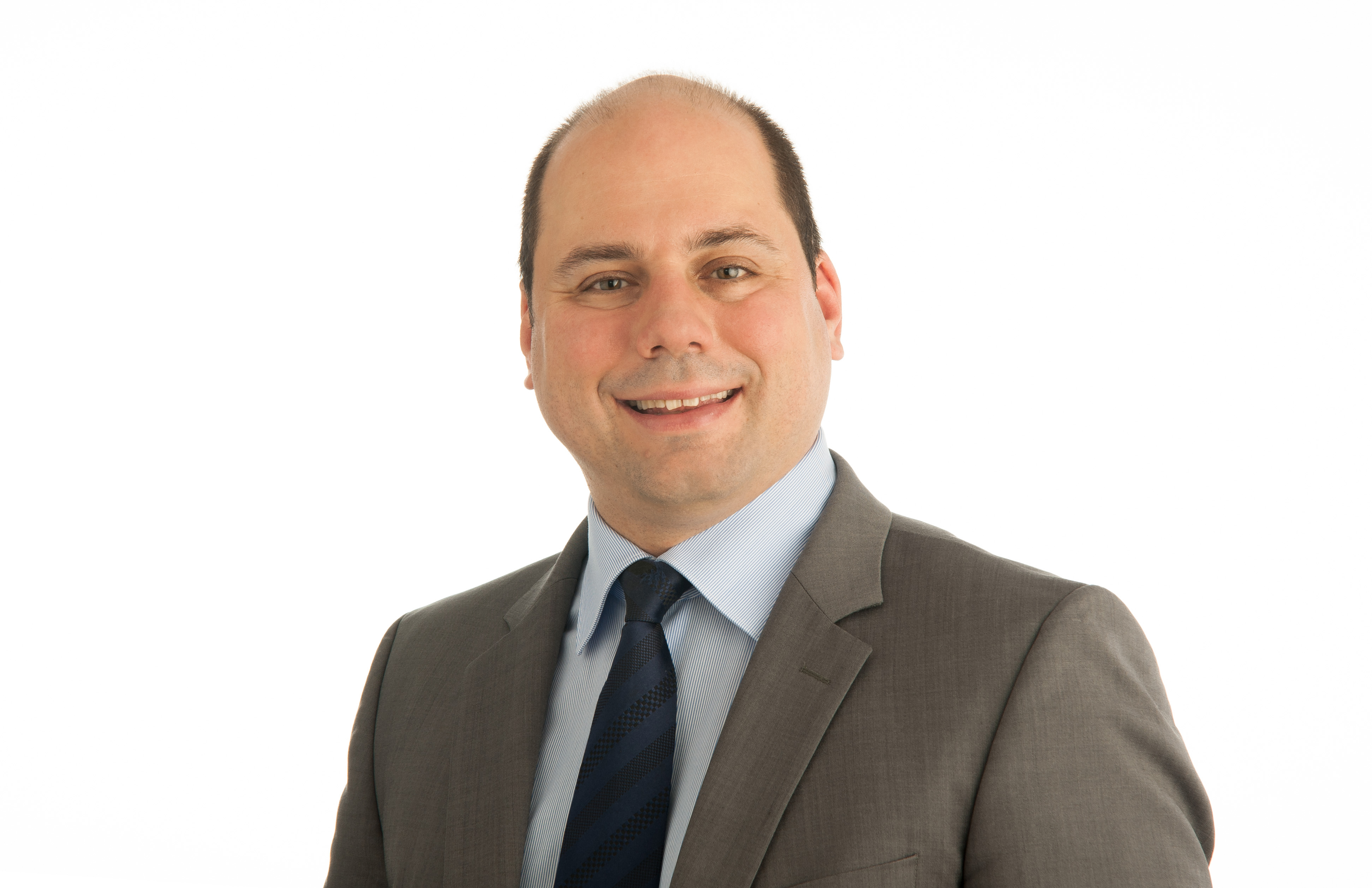
Mauro Tuena (2015)

Mauro Tuena (* 25. Januar 1972 in Zürich; heimatberechtigt in  	
Poschiavo und Zürich) ist ein Schweizer Politiker (SVP).

## Leben
Tuena wuchs im Quartier Aussersihl in Zürich auf. Er arbeitet heute als Computer-Techniker und ist Teilhaber einer kleinen Computerfirma.

## Politische Laufbahn
Tuena trat 1991 der Jungen SVP der Stadt Zürich bei. Er war von April 1998 bis November 2015 im Zürcher Stadtparlament (Gemeinderat), von 2004 bis 2006 war er Präsident der Sozialkommission. Von Mai 2015 bis November 2015 war er im Kantonsrat und hatte dort Einsitz in der Kommission für Energie, Verkehr und Umwelt (KEVU). Bei den Schweizer Parlamentswahlen 2015 im Oktober wurde er in den Nationalrat gewählt. Dort ist er (Stand 2022) Präsident der Sicherheitspolitischen Kommission, Mitglied der Kommission für Rechtsfragen und der Immunitätskommission. Früher war er in der Kommission für Wissenschaft, Bildung und Kultur sowie in der Kommission für Umwelt, Raumplanung und Energie.
Im Mai 2016 wurde er zum Präsidenten der SVP Stadt Zürich gewählt, das Amt hatte er bis Ende Juli 2022 inne.